# Proyecto Puente Monte Caseros-Bella Unión
El puente Monte Caseros-Bella Unión es un proyecto de construcción de un puente sobre el tramo del río Uruguay a 3 km al sur de las ciudades de Monte Caseros, provincia de Corrientes del lado argentino y de Bella Unión en el Departamento de Artigas del lado uruguayo.
De concretarse, sería el cuarto puente que una Uruguay con Argentina. El trazado para conectar ambas ciudades contempla una longitud de 11,8 kilómetros, de los cuales 1,78 corresponderán al tramo sobre el río. El cruce tendría dos carriles, baranda metálica, banquinas y espacios para tránsito peatonal y ciclista.
El puente se conectará con la intersección de las rutas provinciales 25 y 129 del lado argentino, mientras que en Uruguay se conectará con la ruta 3. Estará ubicado a 9 kilómetros del puente internacional que une Bella Unión y Barra do Quaraí (Brasil), uniendo de esta manera la triple frontera entre Argentina, Uruguay y Brasil.